# Eidgenössische Volksinitiative «Löhne entlasten, Kapital gerecht besteuern»
Die eidgenössische Volksinitiative «Löhne entlasten, Kapital gerecht besteuern», kurz 99%-Initiative genannt, war eine im Jahre 2019 eingereichte Initiative der Jungsozialist*innen Schweiz (JUSO Schweiz). Die Initiative verlangt, Kapitaleinkommen von über einem durch das Gesetz festzulegenden Betrag 1,5-mal so stark zu besteuern wie das Arbeitseinkommen. Der dadurch erzielte Mehrertrag sollte verwendet werden, um die Einkommenssteuern für Personen mit tiefen und mittleren Arbeitseinkommen zu senken und Sozialleistungen auszubauen. Die Volksabstimmung fand am 26. September 2021 statt. Bereits am frühen Nachmittag war klar, dass die Initiative definitiv am Ständemehr gescheitert ist.

## Die Initiative

### Initiativtext
Art. 127a Besteuerung von Kapitaleinkommen und Arbeitseinkommen

1 Kapitaleinkommensteile über einem durch das Gesetz festgelegten Betrag sind im Umfang von 150 Prozent steuerbar. 

2 Der Mehrertrag, der sich aus der Besteuerung der Kapitaleinkommensteile nach Absatz 1 im Umfang von 150 Prozent statt 100 Prozent ergibt, ist für die Ermässigung der Besteuerung von Personen mit tiefen oder mittleren Arbeitseinkommen oder für Transferzahlungen zugunsten der sozialen Wohlfahrt einzusetzen.

### Initianten
Das Initiativkomitee bestand aus 27 Mitgliedern, neben zwei Mitgliedern der Grünen Partei der Schweiz grösstenteils Mitglieder der Jungsozialist*innen Schweiz und der Sozialdemokratischen Partei der Schweiz (SP), darunter das seit 2020 amtierende Kopräsidium der SP (Mattea Meyer und Cédric Wermuth) sowie ihr Vorgänger Christian Levrat. Folgende Personen gehörten ihm an:
- Sibel Arslan
- Julia Baumgartner
- Samuel Bendahan
- Kevin Buthey
- Marina Carobbio Guscetti
- Martine Docourt
- Jonas Eggmann
- Luzian Franzini
- Tamara Funiciello
- Christian Gross
- Nina Hüsser
- Barbara Keller
- Margret Kiener Nellen
- Lewin Lempert
- Christian Levrat
- Mattea Meyer
- Pascal Pajic
- Mathias Reynard
- Laura Riget
- Giona Rinaldi
- Beat Ringger
- Pauline Schneider
- Lorena Stocker
- Sabine Szabo
- Anna Vasiljevic
- Muriel Waeger
- Cédric Wermuth

Die SP hatte an ihrer Delegiertenversammlung in Olten am 7. Oktober 2017 der 99%-Initiative mit 138 zu 17 Stimmen ihre Unterstützung zugesagt.

### Argumente des Initiativkomitees
Das Initiativkomitee kritisierte, dass Grossaktionäre, die nicht selbst für ihr Einkommen arbeiten, sondern ihr Geld für sich arbeiten lassen, nur auf 60 % ihres Kapitaleinkommens Steuern zahlen würden, während das Arbeitseinkommen der grossen Mehrheit der Lohnabhängigen zu 100 % versteuert wird. Diese Privilegierung der Superreichen sollte aufgehoben und Gerechtigkeit geschaffen werden. In der Schweiz besitze das reichste Prozent der Steuerpflichtigen über 40 % des gesamten Vermögens. Während die Reichen immer reicher würden – das Gesamtvermögen der obersten Vermögensklasse sei von 2003 bis 2013 von 217 auf 485 Milliarden Franken gestiegen –, hätten immer mehr Lohnabhängige, insbesondere die Frauen, angesichts explodierender Krankenkassenprämien und steigender Mieten nicht genug Geld zum Leben. Die Initiative wolle das Geld wieder denen zurückgeben, die dafür gearbeitet haben. Die Schweiz habe im internationalen Vergleich Dumping-Steuern, die nur den Reichsten nützen. Nötig sei daher eine solidarischere Steuerpolitik.

## Behandlung der Initiative

### Zeitlicher Ablauf
Die formale Vorprüfung des Initiativtexts durch die Bundeskanzlei (Art. 69 BPR) vom 19. September 2017 wurde am 3. Oktober 2017 im Bundesblatt veröffentlicht. Damit begann der Fristenlauf von 18 Monaten für die Sammlung von mindestens 100’000 Unterschriften (Art. 139Abs. 1 BV). Diese wurden am 2. April 2019 eingereicht. Mit Verfügung vom 14. Mai 2019 stellte die Bundeskanzlei fest, dass die Initiative mit 109’332 gültigen Unterschriften zustande gekommen ist. Nach Art. 97Abs. 1 Bst. a ParlG hatte der Bundesrat spätestens bis zum 2. April 2020 der Bundesversammlung den Entwurf für einen Bundesbeschluss über eine Abstimmungsempfehlung mit einer erläuternden Botschaft zu unterbreiten. Der Bundesrat erfüllte diese Pflicht mit Botschaft vom 6. März 2020. Die Frist für die Beschlussfassung der Bundesversammlung läuft nach Art. 100 ParlG bis zum 2. Oktober 2021, mit der Möglichkeit einer Fristverlängerung bis zum 2. Oktober 2022, falls einer der Räte einen direkten oder indirekten Gegenentwurf beschliesst (Art. 105 ParlG). Aufgrund der COVID-19-Pandemie ergab sich eine weitere ausserordentliche Fristverlängerung bis am 13. Dezember 2021 (Verordnung über den Fristenstillstand bei eidgenössischen Volksbegehren vom 20. März 2020). Die Volksabstimmung muss nach Art. 75a BPR spätestens 10 Monate nach dem Abschluss der Beratungen der Bundesversammlung bzw. dem Ablauf der gesetzlichen Behandlungsfrist der Bundesversammlung stattfinden.

### Stellungnahme des Bundesrates
Der Bundesrat beantragte der Bundesversammlung mit seiner Botschaft vom 29. August 2018, die Volksinitiative Volk und Ständen zur Ablehnung zu empfehlen. Er sah keinen Handlungsbedarf. Die Einkommen seien in der Schweiz im internationalen Vergleich gleichmässig verteilt, und das Umverteilungsvolumen sei heute bereits bedeutend. Darüber hinaus würde sich die Initiative negativ auf die Standortattraktivität der Schweiz auswirken und die Anreize zur Kapitalbildung schwächen. Davon betroffen wären nicht nur kapitaleinkommensstarke Personen, sondern insbesondere auch Lohnabhängige.

### Beratungen des Parlaments
Die Volksinitiative wurde zuerst vom Nationalrat behandelt. Dieser folgte am 24. September 2020 mit 123 zu 62 Stimmen dem Antrag des Bundesrates auf eine ablehnende Abstimmungsempfehlung. Der Antrag einer Minderheit der vorberatenden Kommission für einen direkten Gegenentwurf wurde mit dem identischen Stimmenverhältnis von 123 zu 62 Stimmen abgelehnt. Der direkte Gegenentwurf hatte vorgeschlagen, dass das Kapitaleinkommen nicht 1,5-mal so stark (wie die Initiative verlangt), sondern gleich stark besteuert werden solle wie das Arbeitseinkommen. Die Fraktionen der Grünen Partei und der Sozialdemokratischen Partei stimmten geschlossen für den direkten Gegenentwurf und anschliessend für eine zustimmende Abstimmungsempfehlung zur Volksinitiative; die übrigen Fraktionen stimmten geschlossen dagegen. Der Ständerat hat sich am 2. März 2021 mit 32 zu 13 Stimmen ebenfalls für die ablehnende Abstimmungsempfehlung ausgesprochen.

## Haltungen
Von den acht grössten Parteien haben EVP, Grüne und SP die Ja-Parole beschlossen; EDU, FDP, GLP, Mitte und SVP die Nein-Parole.

## Meinungsumfragen
| Institut    | Auftraggeber | Datum              | Ja | Eher Ja | Unentschieden Keine Antwort | Eher Nein | Nein |
| ----------- | ------------ | ------------------ | -- | ------- | --------------------------- | --------- | ---- |
| LeeWas GmbH | Tamedia      | 10. September 2021 | 28 | 6       | 3                           | 5         | 58   |
| gfs.Bern    | SRG SSR      | 5. September 2021  | 23 | 14      | 6                           | 11        | 46   |
| LeeWas GmbH | Tamedia      | 27. August 2021    | 28 | 12      | 5                           | 8         | 47   |
| LeeWas GmbH | Tamedia      | 10. August 2021    | 29 | 16      | 6                           | 9         | 40   |
| gfs.Bern    | SRG SSR      | 7. August 2021     | 24 | 22      | 9                           | 14        | 31   |

Bemerkungen: Angaben in Prozent. Das Datum bezeichnet den mittleren Zeitpunkt der Umfrage, nicht den Zeitpunkt der Publikation der Umfrage.

## Abstimmung
Die Volksabstimmung fand am 26. September 2021 statt. Bereits am frühen Nachmittag wurde klar, dass die Initiative definitiv am Ständemehr gescheitert ist. Das Stimmvolk lehnte die Initiative mit 64,9 Prozent ab. Zudem wurde die Initiative in allen Kantonen vom Volke abgelehnt; der höchste Ja-Anteil war im Kanton Basel-Stadt mit 48,1 %.
| Kanton                           | Ja (%) | Nein (%) | Beteiligung (%) |
| -------------------------------- | ------ | -------- | --------------- |
| Zürich                           | 36,0 % | 64,0 %   | 54,01 %         |
| Bern                             | 40,7 % | 59,3 %   | 51,63 %         |
| Luzern                           | 32,0 % | 68,0 %   | 54,02 %         |
| Uri                              | 31,5 % | 68,5 %   | 47,91 %         |
| Schwyz                           | 23,4 % | 76,6 %   | 53,94 %         |
| Obwalden                         | 25,1 % | 74,9 %   | 55,57 %         |
| Nidwalden                        | 22,6 % | 77,4 %   | 56,59 %         |
| Glarus                           | 32,6 % | 67,4 %   | 41,99 %         |
| Zug                              | 23,2 % | 76,8 %   | 60,56 %         |
| Freiburg                         | 39,2 % | 60,8 %   | 50,91 %         |
| Solothurn                        | 34,5 % | 65,5 %   | 51,86 %         |
| Basel-Stadt                      | 48,1 % | 51,9 %   | 58,67 %         |
| Basel-Landschaft                 | 32,7 % | 67,3 %   | 52,29 %         |
| Schaffhausen                     | 34,8 % | 65,2 %   | 70,41 %         |
| Appenzell Ausserrhoden           | 31,0 % | 69,0 %   | 53,28 %         |
| Appenzell Innerrhoden            | 23,6 % | 76,4 %   | 47,67 %         |
| St. Gallen                       | 30,9 % | 69,1 %   | 50,65 %         |
| Graubünden                       | 29,2 % | 70,8 %   | 47,03 %         |
| Aargau                           | 29,9 % | 70,1 %   | 52,63 %         |
| Thurgau                          | 28,1 % | 71,9 %   | 51,64 %         |
| Tessin                           | 34,5 % | 65,5 %   | 47,58 %         |
| Waadt                            | 38,4 % | 61,6 %   | 52,47 %         |
| Wallis                           | 29,1 % | 70,9 %   | 51,51 %         |
| Neuenburg                        | 44,9 % | 55,1 %   | 45,39 %         |
| Genf                             | 41,8 % | 58,2 %   | 51,29 %         |
| Jura                             | 46,9 % | 53,1 %   | 43,99 %         |
| Schweizerische Eidgenossenschaft | 35,1 % | 64,9 %   | 52,23 %         |